# Armida (Lully)
Armida (título original en francés, Armide; LWV 71) es una ópera o tragédie lyrique con un prólogo y cinco actos con música de Jean-Baptiste Lully y libreto en francés de Philippe Quinault, consta de un prólogo y cinco actos y está basado en el poema épico Gerusalemme liberata (Jerusalén liberada) de Torquato Tasso. Fue estrenada el 15 de febrero de 1686 en el Teatro del Palais-Royal de París.
Armida es una ópera en la que el deber militar, auspiciado por la Gloria, escapa a la Pasión. Se considera la obra cumbre de la colaboración entre ambos autores, gestada en el final de sendos periodos de creación: Quinault renunciará al teatro tras esta obra y Lully morirá poco después por una gangrena.
La principal aportación de Lully y Quinault fue la de crear un continuum sonoro en el que se establecen pocas diferencias entre las arias y los recitativos, configurando una forma de expresividad natural muy eficaz a la hora de cautivar a los espectadores que se anteponía al virtuosismo vocal de la ópera italiana. El paradigma de la nueva ópera francesa es el recitativo "Enfin, il est en ma puissance" de Armida.
El tema de la ópera, cuya acción se centra en el asedio de Jerusalén durante la primera cruzada, fue elegido por el mismo Luis XIV, aunque este no asistió al estreno ni la obra fue representada en la corte. Se repuso regularmente en la Ópera de París entre 1692 y 1766, siendo la reposición de 1745 conjunta con la corte de Versalles.
También obtuvo repercusión fuera de las salas parisinas: entre 1686 y 1751 fue representada repetidamente en Marsella, Bruselas y Lyon; y fuera de Francia en La Haya, Berlín, probablemente en Metz y en versión de concierto en Roma en dos ocasiones.
Su frecuencia en las parodias teatrales, verbales y musicales, junto a la polémica que giró en torno suyo en la Querella de los bufones, confirman su perdurable popularidad en todos los niveles sociales.
Gluck realizará su ópera homónima tomando el libreto de Quinault de manera prácticamente íntegra en 1777.
Esta ópera rara vez se representa en la actualidad; en las estadísticas de Operabase Archivado el 14 de mayo de 2017 en Wayback Machine. aparece con sólo 2 representaciones para el período 2005-2010.

## Historia

### El género de latragédie lyriqueotragédie en musique
Para Francia, nación anclada en las convenciones del teatro clásico de Racine y Corneille, no era fácil aceptar el modelo de ópera italiana ofrecido por el mecenazgo del Cardenal Mazarino. La poca ópera que se había realizado hasta la intervención de Lully, principalmente producto del compositor italiano Francesco Cavalli, había sido de forma excepcional, en ocasión de las grandes celebraciones de la corte de Luis XIV, y con poca aceptación. Sin embargo, en 1670 el monarca decide abandonar el ballet de cour y crea en 1672 l'Académie royale de musique, bajo la dirección de Lully, con el fin de representar ópera francesa. Desde entonces, este espectáculo se convierte prácticamente en anual hasta la muerte del compositor en 1687 y queda definido por los rasgos de la tragédie lyrique. Ésta se distingue decididamente de la ópera italiana y tiene estas características propias:
- Espectáculo eminentemente cortesano, apoyado y dependiente de la voluntad del monarca. Abundan referencias intencionales o impremeditadas a la corte de Versalles. A su vez, se alaban virtudes tales como el amor y la gloria, ideales caballerescos propuestos como cánones a seguir.
- Comienzo de la representación con una obertura francesa y un prólogo.
- Organización en cinco actos, en lugar de tres como era usual en la ópera italiana
- Se evita mezclar lo trágico con lo cómico.
- Rechazo del timbre de castrato y preferencia por la voz de haute-contre, es decir, un registro de contratenor cantado de pecho.
- Riqueza instrumental, debido a la utilización de la orquesta de cuerda a cinco partes Les vingt-quatre violons du roi (Los veinticuatro violines del rey).
- Importancia de los números de ballet en forma de divertimentos, siempre muy bien tramados dentro del argumento de la obra.
- Alta presencia del coro.
- Búsqueda de la verosimiltud vocal a través de la utilización de un recitativo muy expresivo y, a diferencia de la ópera italiana, muy poca diferenciación entre las secciones en recitativo y aria. De este modo se consigue una ópera "a tiempo real", muy distinta de la italiana, donde la aceleración del ritmo de la trama en los recitativos y su suspensión en las arias tenían como consecuencia un concepto tiempo muy alejado de la rigurosidad francesa.
- Presencia de la regla de la liason de scène (unión entre las escenas), que prohíbe que todos los personajes salgan juntos de la escena al final de la misma, lo que nunca ocurre a no ser que se trate de un final con una intervención "maravillosa". Son características las notas de paso que comunican una escena con otra en el bajo continuo.
- Importancia de lo "merveilleux" o maravilloso, que distingue a la ópera del género del teatro, y que se evidencia en la importancia del "espectáculo dentro del espectáculo". El canto era por defecto ya de por sí algo antinatural para los franceses, por lo que había licencia para que otras cosas sobrenaturales aparecieran en escena. Esto incluye escenografías espectaculares a través de maquinarias que mueven a personajes divinos o mágicos, bailes, trajes suntuosos, y las intervenciones deux ex machina.

Dentro de este contexto, Armida constituye uno de los mayores hitos de la culminación del género de la tragédie lyrique.

## Personajes
| Personajes                                                    | Tesitura           | Cantante en el estreno |
| ------------------------------------------------------------- | ------------------ | ---------------------- |
| PRÓLOGO                                                       |                    |                        |
| La Gloire (La Gloria)                                         | soprano            |                        |
| La Sagesse (La Sabiduría)                                     | soprano            |                        |
| Tragedia                                                      |                    |                        |
| Armide, (Armida), maga hija de Hidraote                       | soprano            | Marthe Le Rochois      |
| Phénice, (Fenicia) confidente de Armida                       | soprano            | Marie-Louise Desmatins |
| Sidonie, (Sidonia) confidente d'Armide                        | soprano            | Françoise Moreau       |
| Hidraot,(Hidraote o Idraote) mago, rey de Damasco             | bajo               | Jean Dun père          |
| Renaud, (Reinaldo) caballero cristiano                        | haute-contre       | Louis-Gaulard Du Mesny |
| Ubalde, (Ubaldo) caballero cristiano                          | bajo               |                        |
| Aronte, caballero cristiano                                   | bajo               |                        |
| Artémidore, (Artemidoro) caballero cristiano                  | taille (baritenor) |                        |
| Le Chevalier Danois, (El Caballero danés) caballero cristiano | haute-contre       |                        |
| Lucinde, (Lucinda) amada del caballero danés                  | soprano            |                        |
| Mélisse, (Melisa) amada de Ubaldo                             | soprano            |                        |
| La Haine (El Odio)                                            | taille (baritenor) | M. Frère               |
| Un Amant Fortuné (Un amante afortunado)                       | tenor              |                        |
| Une Bergère Héroïque (Una pastora heroína)                    | soprano            |                        |
| Une Naïade (Una Náyade)                                       | soprano            |                        |

## Sinopsis

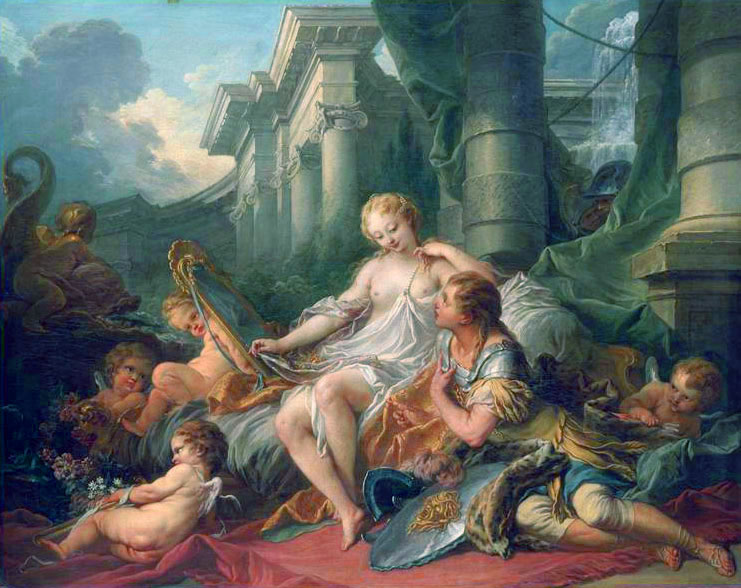
Renaud et Armide François Boucher. Museo del Louvre

### Prólogo
La escena se sitúa en un palacio
La Gloria y la Sabiduría, ayudadas de sus seguidores, celebran su respectivo poder sobre un héroe sin nombre (en el que queda implícita la figura de Luis XIV): en los tiempos de guerra la Gloria tiene ventaja, mientras que la Sabiduría domina en tiempos de paz. Su héroe, el monarca francés, les ha invitado a contemplar la tragedia en la que se verá a Reinaldo acudir allá donde la Gloria llame a su coraje, ("qui verrá Renaud [...] voler là où la Glorie appelle a son courage"). La alusión un "monstruo", finalmente vencido por el héroe, se interpreta por algunos autores como una referencia al Edicto de Nantes, revocado en 1685.

### Primer acto
La escena representa una gran plaza decorada con un arco de triunfo
Con un extenso pasaje en el que se combina el recitativo y breves arias, Felicia y Sidonia felicitan a Armida por su poder sobre el inframundo y porque el uso de sus encantos ha hecho posible la captura de casi todos los cruzados del campamento de Godofredo. Armida entra en la conversación con un simple recitativo que modula de manera expresiva al relativo menor. Admite a sus confidentes que su victoria no es completa, pues no ha conseguido triunfar sobre Reinaldo, el más valiente de sus enemigos. En un poderoso recitativo acompañado les cuenta a Fenicia y Sidonia una terrible pesadilla, en la cual se enamora de Reinaldo cuando iba a matarlo. Cuando su tío Hidraote le dice que desea ver a su sobrina casada, Armida dice que sólo el vencedor de Reinaldo, si es que alguien puede serlo, será digno de ella ("Le Vainqueur de Renaud, si quelqu'un le peut être, sera digne de moi"). Tratando de tranquilizar a Armida, el pueblo de Damasco alaba su belleza y su gloriosa victoria; el divertimento empieza con un aria en tono grave y un coro. Le sigue una complicada organización de zarabandas y rondós. Las celebraciones de los habitantes de Damasco se ven interrumpidas por la llegada de Aronte. Este, responsable de los prisioneros cristianos, les anuncia que un guerrero indomable los ha liberado a todos. Este guerrero es Reinaldo y la maga Armida e Hidraote salen en busca de venganza.

### Segundo acto
La escena representa ahora una campiña donde un riachuelo forma una agradable isla
Reinaldo le asegura a Artemidoro, a quien ha liberado de su cautiverio, que es inmune a los encantos emanados por los ojos de Armida, y lo envía lejos. A continuación, los demonios, siguiendo las indicacones de Armida e Hidraote (a través del extenso dueto "Esprits de haine et de rage","Espíritus de odio y de rabia") se disfrazan bajo apariencias agradables. Armida demanda ella misma el privilegio de luchar contra Reinaldo. Bajo el efecto de la magia, Reinaldo se queda dormido sobre la hierba. Durante el sueño, las criaturas infernales de Armida, en forma de ninfas, náyades, pastores y pastoras exaltan los placeres del amor mientras encadenan al caballero mediante guirnaldas de flores. En el más famoso monólogo recitativo de Lully, "Enfin, il est en ma puissance" ("Al fin, lo tengo en mi poder"), Armida se coloca sobre el durmiente Reinaldo, puñal en mano, pero le supera su amor por él y no puede matarlo. Durante el entreacto, los demonios disfrazados de céfiros transportan a ambos a un recóndito desierto, donde Armida puede ocultar su vergüenza.

### Tercer acto[nota 4]
El escenario se sitúa en un desierto
Armida se declara incapaz de odiar a Reinaldo, en el aria individual con acompañamiento instrumental "Ah!, si la liberté me doit être ravie" ("¡Ah! Si la libertad me va a ser robada"). A continuación les declara a Fenicia y Sidonia que ella se avergüenza demasiado como para disfrutar de su amor, dado que necesitó de la magia para ganárselo: una recurrente frase cadencial insiste "Hélas! Que son/mon amour est différent du mien/sien" ("¡Ay! Qué diferente es su/mi amor al mío/suyo"). En otra aria individual, "Venez, venez, Haine implacable" ("Ven, ven, Odio implacable") sobre una salvaje sucesión de notas repetidas en la línea del bajo, Armida llama al Odio para que la libere de su amor; la invocación y el sucesivo diálogo entre Armida y el Odio son acompañados en su totalidad por la orquesta. El Odio y sus seguidores, formado por un coro enteramente masculino y un cuerpo de baile, intentan obedecer en un divertimento que incluye la ruptura de los arcos y flechas de Cupido en un ballet-pantomima, pero Armida los detiene. El Odio, enfadado, desaparece diciéndole que nunca más vuelva a solicitar su ayuda y que el amor será la causa de su derrota.

### Cuarto acto
En el desierto
Ubaldo y el Caballero danés buscan a Reinaldo para liberarlo. El Caballero danés porta una espada que deberá entregar a Reinaldo. Armida tiene el desierto lleno de trampas, los caballeros deben enfrentarse primero con monstruos y con abismos abiertos, y luego con la seducción, momento en el que el desierto parece convertirse en una agradable pradera, rodeado de árboles cargados de frutas y cantos de ruiseñores. Con un divertimento pastoral, Lucinda, la dama por la que suspira el Caballero danés, (junto con otros demonios disfrazados) intenta seducir a este, pero Ubaldo utiliza un cetro mágico para hacerlos desaparecer. Acto seguido, Melisa, la dama amada por Ubaldo, intenta seducirlo a su vez, pero el Caballero danés le arrebata el cetro de las manos y lo utiliza para hacer desaparecer la alucinación, (usando algunas de las frases musicales utilizadas anteriormente por Ubaldo en circunstancias similares). Tras esto, los dos caballeros juran no abandonar su propósito y cumplir con éxito su misión.

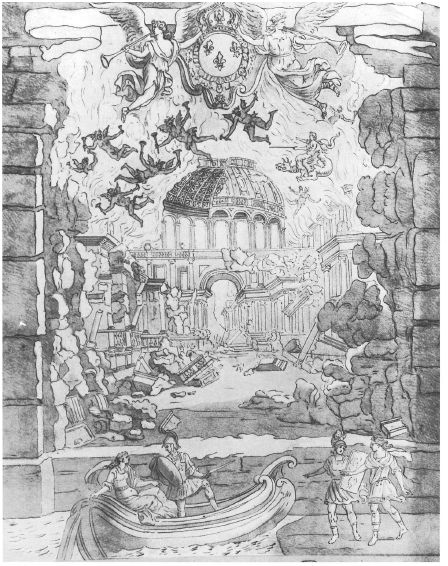
La destrucción del palacio de Armida. Jean Bérain. París, Bibliothèque de l'Opéra.

### Quinto acto
El escenario cambia y representa el palacio encantado de Armida
En esta escena, la única escena de amor en toda la ópera, Reinaldo aparece desarmado y portando una guirnalda de flores, bajo los efectos de la magia de Armida. Responde a las inquietudes de Armida, que teme a su enemiga, la Gloria, con preguntas retóricas de amor. Mediante un pasional dúo se producen mutuas declaraciones de amor, que poco sirven para tranquilizar a Armida. Ella parte para hacer una consulta al inframundo, y mientras tanto deja a los placeres y a los amantes felices entreteniendo a Reinaldo en su ausencia. Este conocido divertimento es un extenso pasacalle con interludios vocales y partes danzadas: "Les Plaisirs ont choisi pour asile"("Los placeres han escogido como asilo"). Pero Reinaldo no desea otra cosa que el regreso de Armida, "Allez, allez, éloignez-vous de moi" ("Fuera, fuera, alejaos de mí"). En este momento aparecen Ubaldo y el Caballero danés, que encuentran a Reinaldo y rompen el hechizo que Armida había arrojado sobre él. Se disponen a salir cuando Armida aparece y suplica a Reinaldo que se quede ("Renaud! Ciel! Ô mortelle peine","¡Oh, cielos! Oh, pena mortal"). Reinaldo siente compasión por ella, pero le dice que la Gloria requiere devolver el amor recibido y se marcha. El célebre monólogo final, acompañado en todo momento por la orquesta, comienza con el aria "Le perfide Renaud me fuit" ("El pérfido Reinaldo me abandonó") y continúa con un recitativo; ésta es la única de las tragedias de Lully que finaliza íntimamente, y no con un divertimento o con una escena de conjunto. En este último monólogo, Armida monta en cólera y ordena a los demonios que destruyan el palacio mágico, y con él, su amor fatal. Los demonios obedecen y Armida sale volando montada en un carro. La maquinaria del escenario, de Jean Bérain, estaba, probablemente, formada a partir de series de pequeños paneles, con diferentes imágenes pintadas a cada lado; esto haría posible que diera la impresión de que el edificio se derrumbaba poco a poco.
Este último acto se enmarca dentro de lo que Lorenzo Bianconi denomina la estética de lo "maravilloso", licencia a la verosimiltud que sí estaba contemplada en la ópera francesa, ya que era el elemento que la distinguía del teatro.

## Innovaciones musicales

### La obertura
Es un ejemplo paradigmático de obertura francesa, dividida en tres secciones: lenta/rápida/lenta. Se caracteriza por la presencia de notes inégales o ritmo de doble puntillo.

### El recitativo de Lully
Ya se ha mencionado la importancia del recitativo en la configuración de la ópera de Lully. Se caracteriza por estar especialmente sujeto a las características de la declamación de la voz, alternando compases binarios y ternarios para conseguir un perfecto ajuste al habla. Uno de los recursos que utilizados con este fin es la combinación de negra con puntillo y corchea (notes inégales) para lograr un efecto verosímil en la dicción de la -e muda de palabras como puissance. A su vez, se elimina cualquier tipo de adorno, que Lully sí permitía en las zonas de aria.

Un ejemplo paradigmático es el fragmento "Enfin, il est en ma puissance" ("Al fin, lo tengo en mi poder"). Después de las danzas y voluptosas melodías ejecutadas para dormir a Reinaldo, el escenario se queda vacío de movimiento y se coloca en el centro Armida con un cuchillo, iniciando un recitativo en el que se divide entre la voluntad de matar a su enemigo y el amor, sentimientos contradictorios que se traducen de manera magistral al lenguaje musical. 

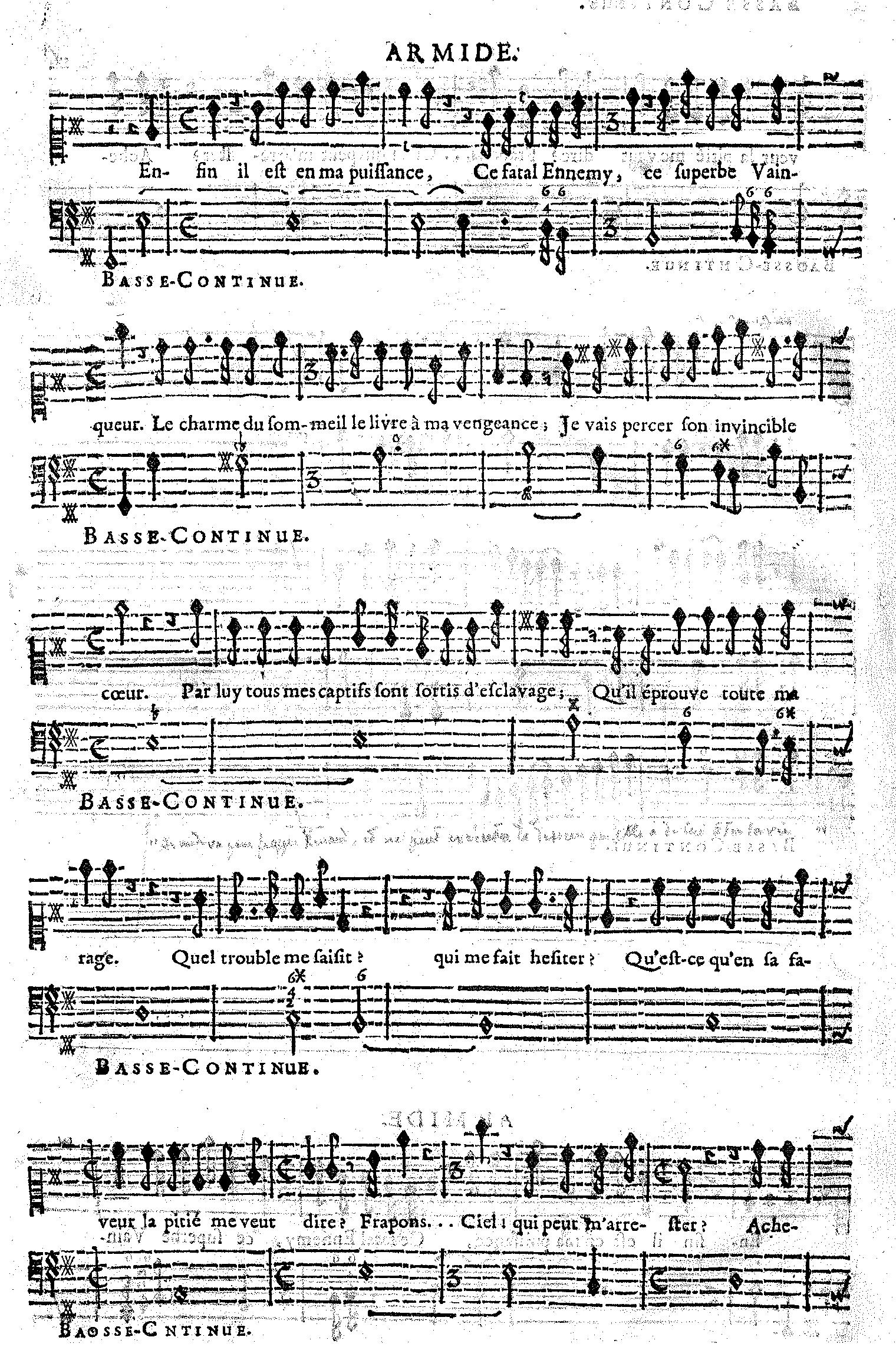

 En este recitativo, la melodía se mueve a través de saltos violentamente ascendentes, que corresponden a los momentos en los que la maga se dispone a arremeter contra Reinaldo: "Frapons!" ("¡Golpeemos!"), "Achevons!" ("¡Acabemos!"), "Vangeons-nous!" ("¡Venguémonos!"), que se intercalan con palabras, casi balbuceos ("qui peut m'arreter?","¿qué me frena?", "je fremis","tiemblo", "je soupire","suspiro"), en un registro, perfil e intensidad menor que muestran la debilidad de Armida al no verse capaz de acometer el crimen contra su amado. Todo esto se ve intensificado por la importancia que tiene la pausa o el silencio para marcar la fuerza expresiva del texto. Ya en la poesía francesa lo más importante dentro del verso alejandrino, más que la disposición de los acentos, es el lugar donde se coloca la cesura.
La escena supone el punto de inflexión de toda la obra, implicando un cambio en la misma personalidad de la protagonista, confiada y valerosa hasta este mismo instante. El fin que había perseguido desde el comienzo, el capturar y matar a Reinaldo, cambia de manera radical y siente los poderes de una pasión que no se sabe explicar. En una versión distinta de la misma escena, que formaba parte de la temprana obra de Quinault La comédie sans comédie (La comedia sin comedia), Quinault hacía intervenir al dios Amor para evitar que Armida matara a Reinaldo. El hecho de eliminar el recurso deus ex machina y dejar el punto de inflexión de la obra a una intensa duda interior fue una gran elección, que intensifica el magnetismo de la escena.
Según Downing, el hecho de que esta escena, sin intervenciones de lo visual y basada en un dilema interior, haya sido descrita durante el siglo XVII y XVIII como la más conmovedora, desmiente la afirmación emitida por personalidades como Jean-Laurent Le Cerf de la Viéville de que la tragédie en musique se limite a añadir al teatro "dioses baratos", es decir, meras sugestiones visuales. La escena "Enfin, il est en ma puissance", es un manifiesto de que lo "maravilloso" no era lo único que el espectáculo operístico añadía a la tragedia y de que lo sublime puede ser conseguido a través de las inflexiones de la voz y sin necesidad de aparato visual: el movimiento escénico es nulo hasta que el dilema interno de Armida se resuelve y vuelve en sí para invocar a sus secuaces en un aria estrófica ("Venez, venez, secondez mes désirs"), quienes se llevan a Reinaldo a su palacio.
Este monólogo fue objeto de polémica en la Querella de los bufones en 1753, momento en que fue criticado duramente por Jean-Jacques Rousseau, quien decía que era la prueba del fracaso de la expresividad musical de la lengua francesa. Rousseau sostenía que el italiano superaba con creces la musicalidad del francés, y creía imposible la existencia de un recitativo donde la unión música y lengua francesa se produjera. Entre otras razones, alegaba en su contra que el perfil armónico de la escena giraba pobremente en torno a mi menor. Jean-Philippe Rameau respondió en 1754 a través de profundos análisis afirmando todo lo contrario, que Lully destaca en esta escena como maestro de la modulación expresiva y que la aclamación del público era una clara prueba de ello.

### El pasacalle
En Armide llama la atención el uso que hace Lully de la orquesta en determinados pasajes vocales para aumentar la expresividad de determinadas escenas: el momento de la pesadilla del primer acto, el sueño de Reinaldo en el segundo, el encuentro entre Armida y el Odio y todo el monólogo final. Sin embargo, es el fragmento del pasacalle "Les Plaisirs ont choisi pour asile"("Los placeres han escogido como asilo", Acto V, escena II) el momento en el que el la orquesta a través del bajo ostinato propio del género adquiere una mayor grado de consonancia con lo que está ocurriendo en escena: la danza.
Así lo demuestra el artículo de Judith Schwartz, en el que se comparan pormenorizadamente las coreografías conservadas con la estructura musical.
Se desconocen cómo eran coreografías originales de Lully, pero sí quedan referencias de autores posteriores, en particular tres entre 1711 y 1725: una para solista femenina por Louis Pécour, un dúo femenino por Anthony L'Abbé y otro solo femenino arreglado por L'Abbé.
La escena se corresponde al momento en que Armida se ausenta para pedir audiencia al Odio, y deja a cargo de los placeres y los amantes felices a Reinaldo, que observa este divertimento como un espectador más hasta su intervención final en que los ahuyenta. La bailarina principal (o las dos en caso de tomar la primera coreografía creada por L'Abbé) danza al son de la música, que comienza a través de un bajo compuesto a partir de un tetracordo menor (sol-fa-mib-re) y cuya organización orquestal recuerda a la de los concerti debido a la alternancia entre un tutti y un trío. A una sorprendente variedad de texturas instrumentales y de diseños rítmicos se suman las voces, presididas por la voz del Amante Afortunado, al que acompaña un coro y finaliza con la intervención de Reinaldo. Lo sorprendente de esta pieza es que a pesar de la rígida estructura del bajo de pasacalle tanto la organización musical como el diseño coreográfico y su interacción manifiestan un gran desarrollo creativo por parte de los autores de las distintas disciplinas, lo que le da al fragmento la riqueza y variedad por la que se le conoce.